# Tritonicula hamnerorum
Tritonicula hamnerorum is een slakkensoort uit de familie van de tritonia's (Tritoniidae). De wetenschappelijke naam van de soort werd in 1987, als Tritonia hamnerorum, voor het eerst geldig gepubliceerd door Gosliner & Ghiselin. In 2020 werd een aantal Tritonia-soorten werd verplaatst naar een nieuw geslacht Tritonicula als resultaat van een integratieve taxonomische studie van de Tritoniidae-familie.